# Jan van der Straet

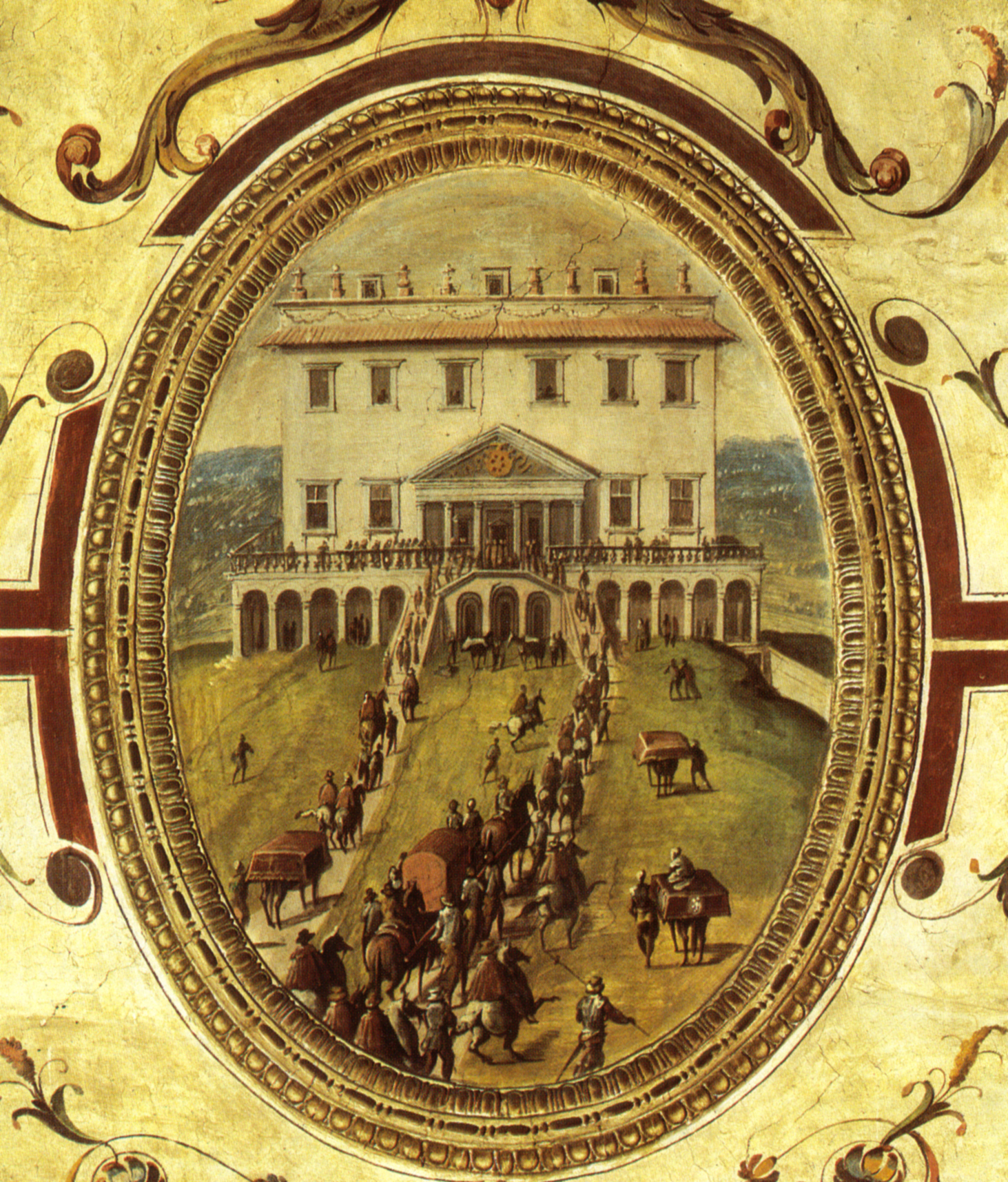
Tableau de la Villa médicéenne de Poggio a Caiano

Jan van der Straet, dit Giovanni Stradano, Johannes Stradanus ou Stradan est un peintre flamand, né à Bruges en 1523 et mort à Florence le 2 novembre 1605. Il est également connu pour des gravures et des cartons de tapisserie.

## Biographie
Jan van der Straet commence à apprendre son métier auprès de son père. À la mort de ce dernier, il continue son apprentissage dans l'atelier de Maximiliaan Frank (de 1535 à 1537), puis dans celui de Pieter Aertsen à Anvers (de 1537 à 1540). En 1545, il est reçu franc-maître à la guilde des peintres anversois.
Il commence un voyage à travers l'Europe : en France, en Italie où il séjourne à Venise avant de s'installer à Florence où il travaille pour Cosme Ier de Médicis et collabore avec Giorgio Vasari pour la décoration du Studiolo de François Ier de Médicis, et celle de la salle de Clément VII du Palazzo Vecchio. En 1565, il fait partie des équipes de peintres et de sculpteurs chargés, sous la direction de Giorgio Vasari, de réaliser le gigantesque décor prévu pour l'entrée dans Florence de Jeanne d'Autriche, à l’occasion de son mariage avec François Ier de Médicis.
Il est influencé par les maniéristes, dont Michel-Ange et contribue au développement de la grande peinture d'histoire à l'italienne. Il peint plusieurs retables pour des églises florentines. Il a une grande activité de graveur et de dessinateur pour la manufacture de tapisseries des Médicis pour laquelle il peint plus de 130 cartons illustrant les techniques et l'histoire de la pêche et de la chasse. 
Il séjourne aussi à Rome de 1550 à 1553 et à Naples en 1576.
Après un séjour à Anvers en 1578, il consacre une grande partie de son activité à la gravure. 
Ses dessins ont été gravés par Cornelius Galle l'Ancien, ainsi que par Théodore de Bry et son fils Jean Théodore.

## Œuvres
- La Modestie désarmant la Vanité (1569), huile sur bois, 139 × 103 cm, Musée du Louvre, Paris[2].
- Allégorie de la vanité, huile, Musée du Louvre, Paris ;
- Le Laboratoire de l'alchimiste (1571), studiolo du Palazzo Vecchio, Florence ;
- Mise à mort d'un taureau (n. d.), gravure, Musée des cultures taurines, Nîmes;
- Représentation de la Villa médicéenne de Poggio a Caiano, Sala della Gualdrara, Palazzo Vecchio, Florence ;
- Scènes de la Vie de la Vierge, triptyque, Cathédrale Saint-Sauveur de Bruges ;
- Cartons pour Nova Reperta, encyclopédie gravée des découvertes les plus importantes de l'époque publiée par Jan Galle (en) vers 1620?-1630, gravés par Hans Collaert II et Théodore Galle ;
- Cheval sicilien, musée des beaux-arts de Libourne ;
- Cheval espagnol, musée des beaux-arts de Libourne.